# Pilatus P-2
O Pilatus P-2 é uma aeronave de treinamento monomotor, produzida pela Pilatus, da Suíça. O Pilatus P-2 é derivado do Pilatus P-1, um projeto não construído da fabricante.

## História e Descrição
O P-2 é um monoplano asa baixa de construção mista (metal, madeira e tela) com um trem de pouso convencional retrátil e assentos duplos em tandem (um atrás do outro). O P-2 tem várias similaridades com o Messerschimitt Bf 108 Taifun, porém, não é baseado nele. Peças do Messerschimitt Bf 109 (unidades ex-Força Aérea Suíça) foram utilizadas, como o trem de pouso. Foram construídas duas séries da aeronave, uma dedicada para treinamento básico (P-2.05) e uma dedicada a treinamento armado (P-2.06), a última com capacidade de carregar uma metralhadora em um casulo acima do motor e hardpoints para foguetes e bombas leves, além de câmeras.
A Força Aérea Suíça adotou a aeronave em 1946, somente as retirando de serviço em 1981. Após serem aposentadas, 48 destas aeronaves foram vendidas para o mercado civil.

## Variantes
- P-2.01: Protótipo propelido por um motor Argus As 410A, de 471 cv (347 kW). Uma unidade construída;[1]
- P-2.02: Célula de testes estática;
- P-2.03: Protótipo propelido por um motor Hispano-Suiza HS-12Mb;
- P-2.04: Versão armada do P-2.03;
- P-2.05: Versão de produção dedicada para treinamento básico. 26 unidades construídas.
- P-2.06: Versão de produção dedicada para treinamento armado. 26 unidades construídas.

## Operadores
- Suíça 
  - Força Aérea Suíça

## Especificações
Informações: Jane's All The World's Aircraft 1951-52  e Air Vector 

### Características Gerais
- Tripulação: 2
- Comprimento: 9.07 m
- Envergadura: 11 m
- Altura: 2.70 m
- Área Alar: 17 m²
- Peso Vazio: 1.520 kg
- Peso Carregado: 1.500 kg
- Capacidade de Combustível: 225 L
- Motor: 1x Argus As 410A-2, 471 cv (347 kW)
- Hélice: Argus, bipá, velocidade constante.

### Desempenho
- Velocidade Máxima: 340 km/h (180 kn)
- Velocidade de Cruzeiro: 332 km/h (179 kn)
- Velocidade de Pouso: 105 km/h (57 kn)
- Velocidade Nunca Exceder: 720 km/h (390 kn)
- Alcance: 865 km (467 nmi)
- Taxa de Subida: 6.5 m/s
- Distância de Decolagem: 231 m
- Distância de Pouso: 157 m

## Ver Também
- Pilatus P-3